# Grotta (Naxos)
Grotta (en grec, Γρόττα) és un jaciment arqueològic de la costa del nord-oest de l'illa de Naxos (Grècia).

## Assentaments
Les restes trobades indiquen que el lloc va ser habitat des del Neolític. Posteriorment, va haver-hi un assentament durant l'edat del bronze antic i mitjà, que va florir especialment en l'edat del bronze final, quan contenia, entre altres elements, infraestructures portuàries, àrees d'habitatge i d'enterrament delimitades i instal·lacions defensives.
En l'edat del bronze tardà, tingué una primera fase d'habitació en l'hel·làdic tardà IIA, que prosperà amb la construcció d'edificis de planta rectangular en l'hel·làdic tardà IIIA; entrà en declivi en el IIIB1 i aparentment va desaparéixer en el IIIB2. Més tard, en l'hel·làdic tardà IIIC, ressorgí un assentament sobre les restes de l'anterior. Al final d'aquest període s'abandonà l'assentament per causes desconegudes.
Les troballes següents pertanyen al període protogeomètric, en el qual s'utilitzà l'àrea de l'assentament de l'hel·làdic tardà IIIC com a lloc d'enterraments. La ceràmica del període geomètric també és abundant en aquesta zona.

## Necròpoli

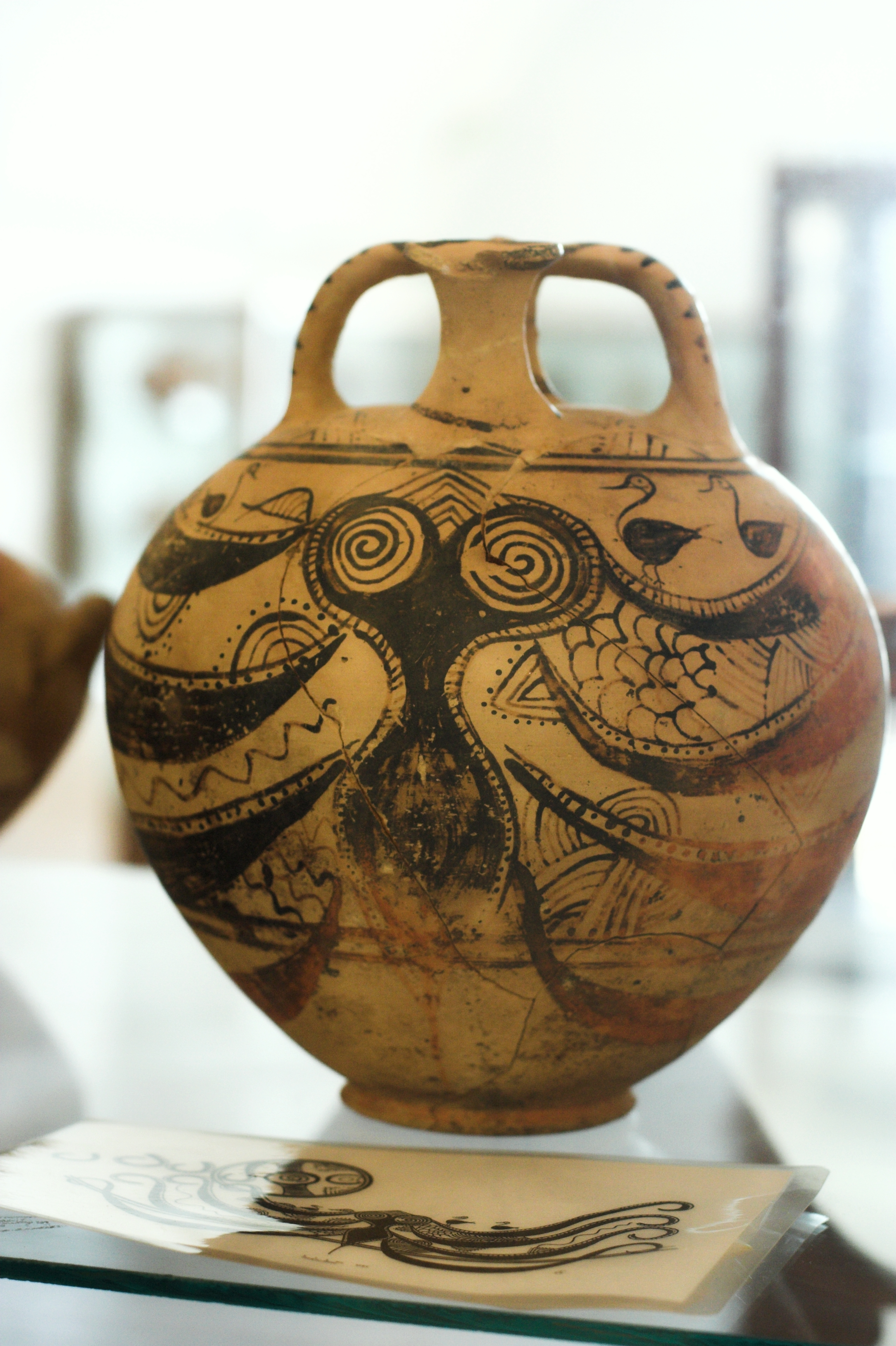
Peça de ceràmica micènica de la necròpoli de Kamini amb la representació d'un polp. S'exposa al Museu Arqueològic de Naxos

A la zona muntanyenca situada sobre l'assentament de Grotta es troben les necròpolis d'Aplomata i Kamini, amb tombes de cambra micèniques.
A Aplomata s'han trobat tres tombes de cambra excavades a la roca. En el seu aixovar funerari abunda la ceràmica, però també s'han trobat joies i rosetes d'or amb què probablement s'adornaven les túniques en què estaven embolicats els cossos, armes de bronze, anells d'or, collarets de grans, lleons en una làmina d'or, un segell cilíndric, fragments d'ivori, plom, ferro i un pitxer d'argent. És possible que una zona de terra cremada i fragments de carbó en alguns ossos indiquen la presència d'incineració com a ús funerari.
A Kamini s'han trobat altres tres tombes de cambra excavades a la roca a més d'una altra tomba que podria ser del mateix tipus, i un enterrament particular d'un nen en un clot amb un costat emmurallat. En una de les tombes hi havia restes d'animals cremats. Entre les troballes figuren recipients de ceràmica —entre els quals, quatre pitxers decorats amb escenes de ballarins—, segells, armes de bronze, anells i perles d'or i argent, làmines d'or —algunes estaven decorades amb caps de toro i unes altres amb representacions de nens—, denes de pedres semipreciosas, un ganivet de ferro i diverses fíbules llargues de bronze. Aquestes últimes eren d'un tipus habitual al continent al final de l'edat del bronze i al començament de l'edat del ferro.

## Història de les excavacions
El lloc de Grotta, així com les sepultures d'Aplomata i Kamini s'excavaren entre 1943 i 1973 per la Societat Arqueològica d'Atenes sota la direcció de Nikolaos Kondoleon, i després de la seua mort, entre 1978 i 1985 sota la direcció de Vassilis Lambrinoudakis.